# 広丘 (塩尻市)
広丘（ひろおか）は、長野県塩尻市北部の地区。塩尻市の定義では、大字広丘原新田、大字広丘堅石、大字広丘郷原、大字広丘野村が該当するが、これに大字広丘吉田および大字広丘高出を加えた地域を含めて呼称されることが多い。
市の官公庁が集中する中心市街地（大門地区）のドーナツ化現象によって、北郊にあたるこの地区の国道19号沿いに郊外型の大型店や住宅が増加した結果、塩尻市の新たな経済的中心地となった。
広丘3地区の人口は約3万1000人で塩尻市の人口の半数近くを占める。

## 地域
広丘吉田・広丘高出はかつては広丘地区の一員だったが、人口が多いため広丘地区を脱し独自の地区を形成している。
市役所の支所の管轄は、若干のずれはあるが概ね吉田が吉田支所、それ以外が広丘支所となる。

### 地価
住宅地の地価は、2025年（令和7年）1月1日の公示地価によれば、広丘の宅地および宅地見込み地における地価は次の通りである。
- 広丘高出字下桔梗ケ原2213-12 : 54,700円/m2
- 広丘高出字岡原432外 : 20,800円/m2
- 広丘吉田字若宮12-5外 : 56,000円/m2
- 広丘高出字下村1938-18 : 51,000円/m2

### 広丘原新田

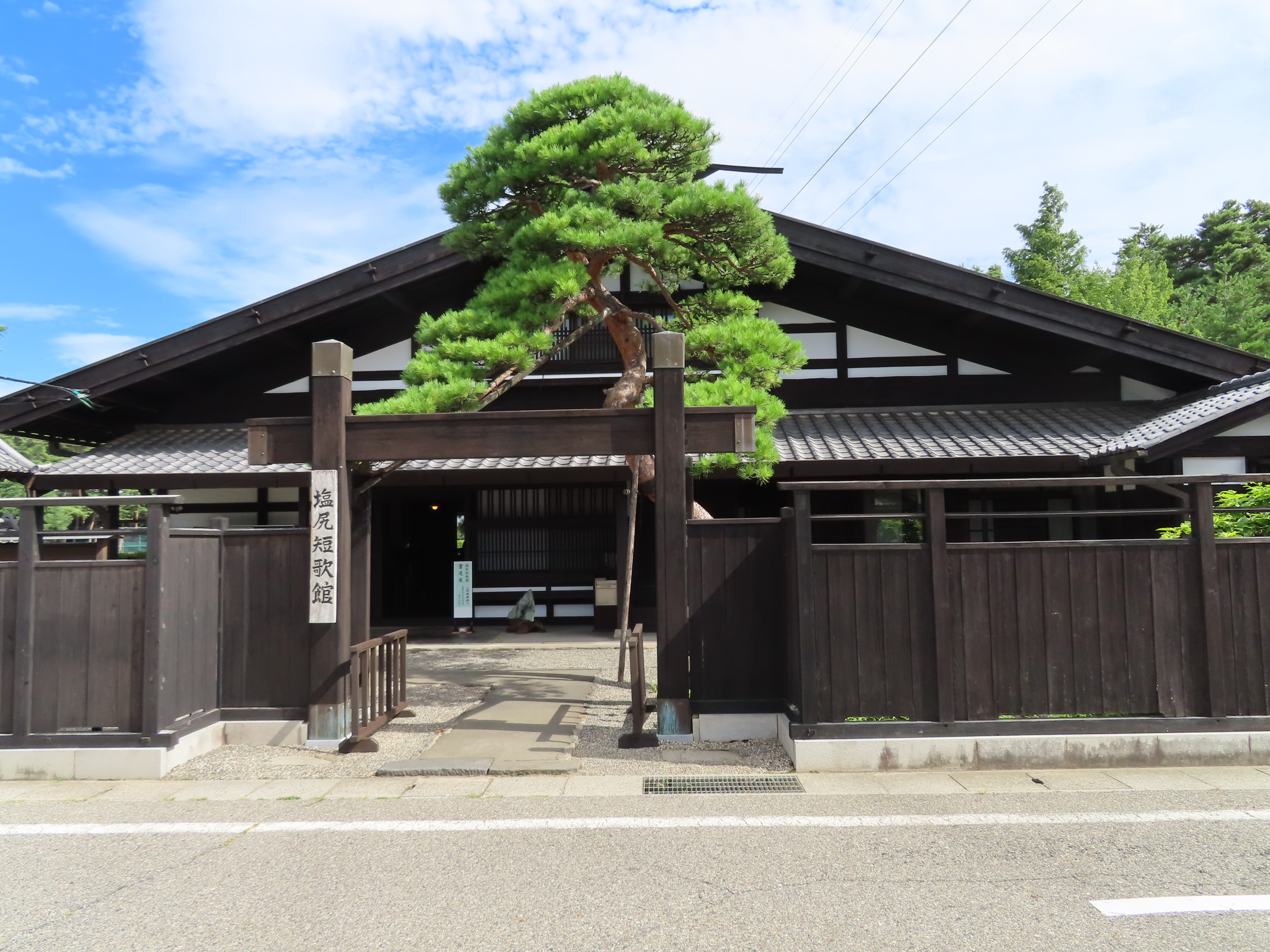
塩尻短歌館

広丘原新田は一部を除きJR篠ノ井線広丘駅の西側の地域で、一部に田畑が見られるがほぼ全域が住宅地となっている。塩尻市立広丘小学校、国道19号沿いのセイコーエプソン広丘事業所などがある。かつての東筑摩郡原新田村の範囲と一致する。郵便番号は、399-0706。

### 広丘堅石
広丘堅石は篠ノ井線と奈良井川に挟まれた地域（篠ノ井線の西側）。塩尻市立広陵中学校がある。篠ノ井線の東側の一部も広丘堅石に属し、国道19号などがある。篠ノ井線の西側には田畑が広がっているが、それと対照的に東側には住宅や郊外型大型店で占められている。堅石工業団地は名は堅石で堅石に近いところにあるが、実際には広丘野村にある。古代の東山道の宿駅「覚志駅」の最有力な比定地である。かつての東筑摩郡堅石町村の範囲と一致する。郵便番号は、399-0705。

### 広丘郷原

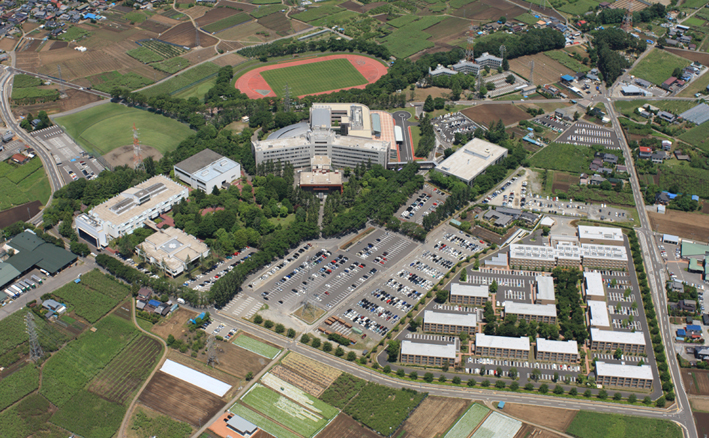
松本歯科大学（広丘郷原）

広丘郷原は篠ノ井線の西側の地域。北国西街道郷原宿があったことで知られる。奈良井川沿いは河岸段丘となっている。田畑と工場、住宅が混在する。塩尻市総合体育館や松本歯科大学がある。かつての東筑摩郡郷原町村の範囲と一致する。郵便番号は、399-0704。

### 広丘野村

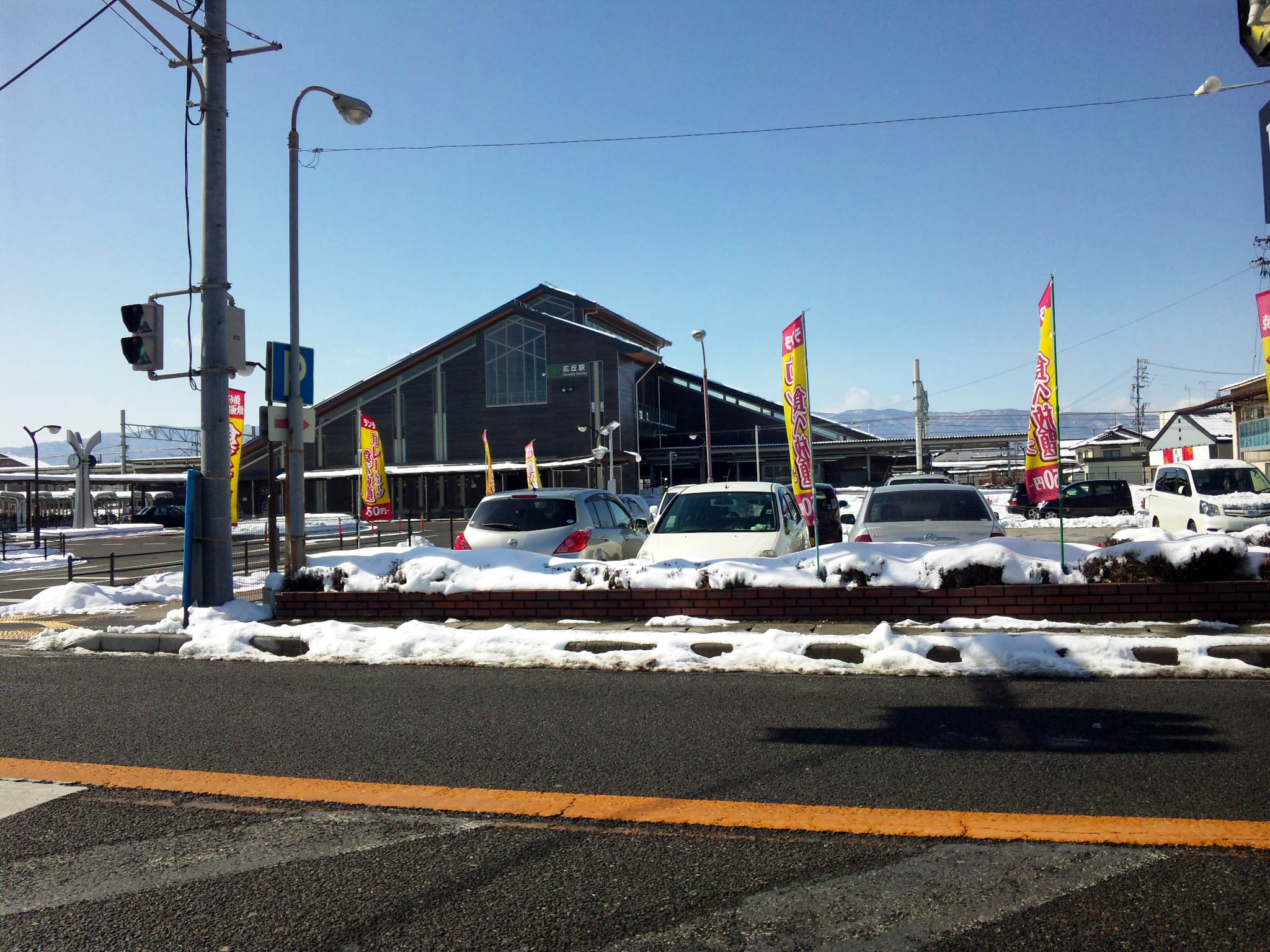
広丘駅（広丘野村）

広丘野村は篠ノ井線と長野自動車道に挟まれた地域。塩尻市役所広丘支所や塩尻市立丘中学校がある。長野自動車道周辺は田畑が多いが大部分が住宅地。広丘野村バスストップがある。堅石工業団地と角前工業団地があり、県内有数の工業出荷額を誇る塩尻市でも工場が多い地域である。かつての東筑摩郡野村の範囲と一致する。郵便番号は、399-0702。

### 広丘吉田

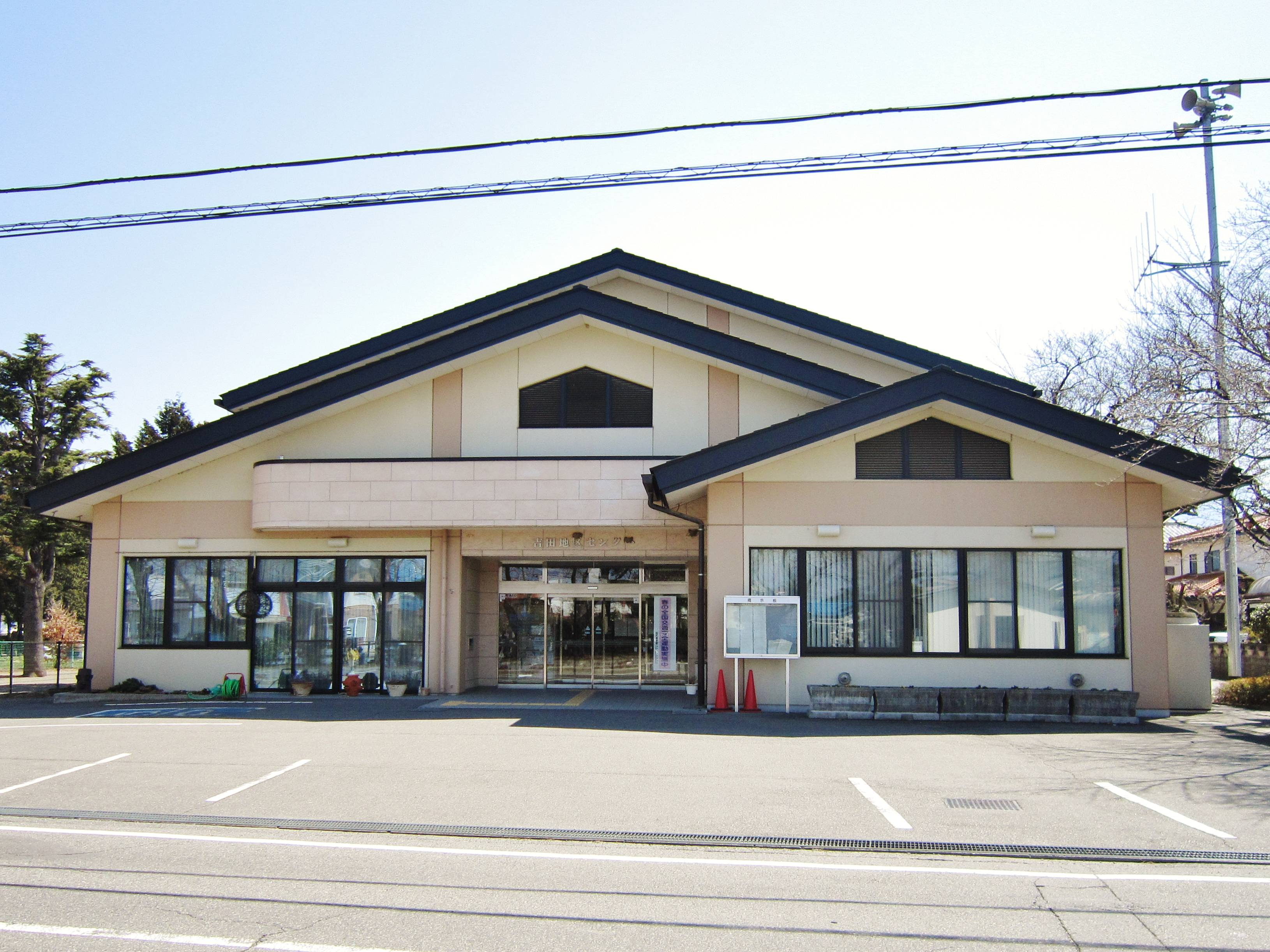
吉田地区センター / 吉田公民館 / 塩尻市役所吉田支所 / 塩尻市立図書館吉田分館
（広丘吉田）

広丘吉田は広丘の最も北にあり松本市と境界を接している。奈良井川と長野自動車道に挟まれた地域で、中央を国道19号と篠ノ井線が横断している。塩尻北インターチェンジ、長野県田川高等学校がある。
東側は田畑が中心だが、住宅や郊外型大型店が中心となっている。郊外型大型店の多い広丘の中でもこの地域は最も多い。かつての東筑摩郡吉田村の範囲と一致する。郵便番号は、399-0701。

### 広丘高出

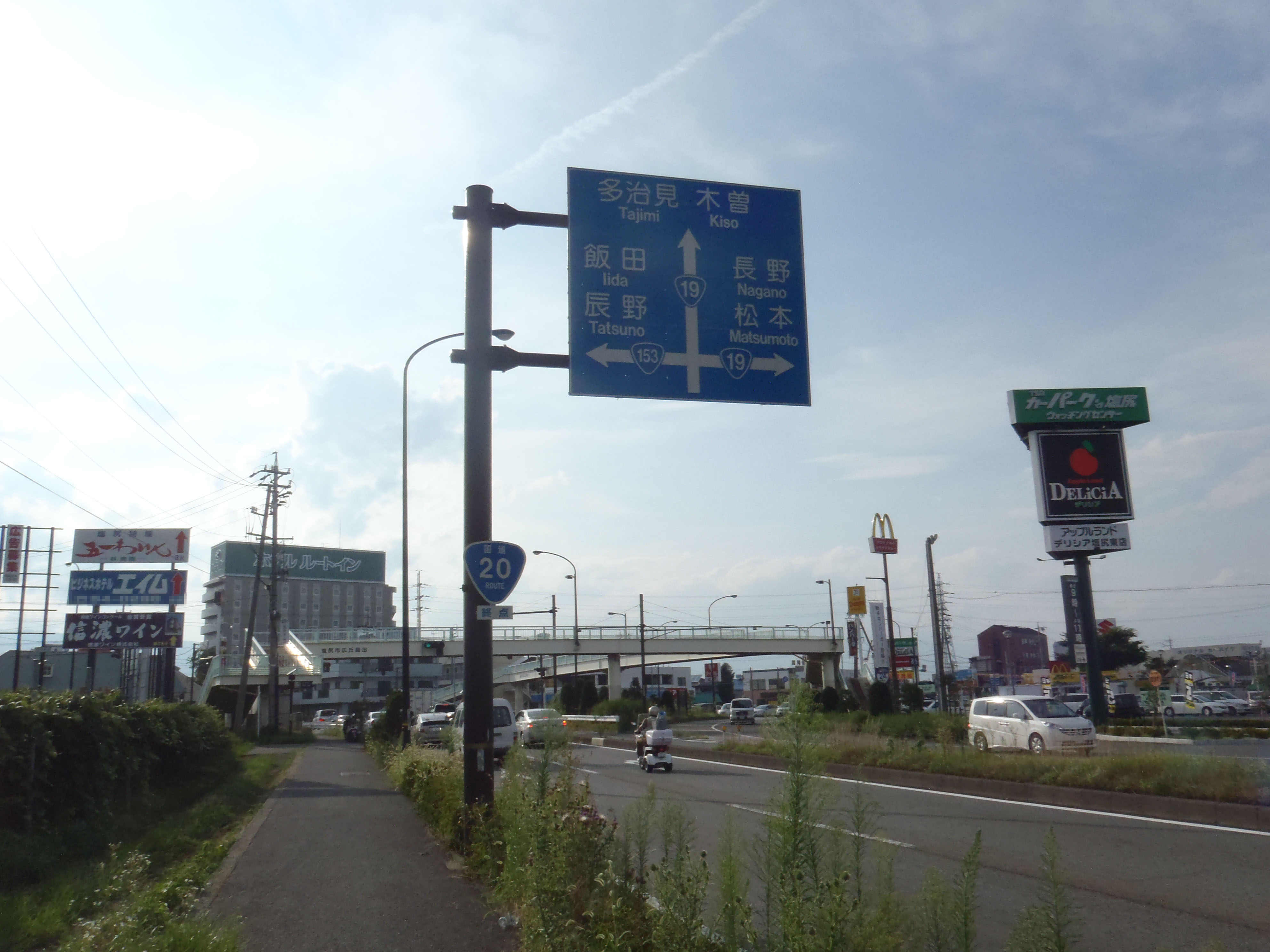
高出交差点（広丘高出）

広丘高出は篠ノ井線の東側にあり、篠ノ井線と田川に挟まれた地域。中心市街地である大門地区に隣接する。田畑が見られるところもあるが、多くは住宅と郊外型店舗である。国道19号、国道20号及び国道153号の合流点があるため交通の要衝となっている。長野県塩尻志学館高等学校、東京都市大学塩尻高等学校がある。かつての東筑摩郡高出町村の範囲と一致する。郵便番号は、399-0703。

## 小・中学校の学区
市立小・中学校に通う場合、学区は以下の通りとなる。
| 行政区                                     | 小学校             | 中学校             |
| ------------------------------------------ | ------------------ | ------------------ |
| 大字広丘郷原、大字広丘高出                 | 塩尻市立桔梗小学校 | 塩尻市立広陵中学校 |
| 大字広丘原新田、大字広丘堅石、大字広丘郷原 | 塩尻市立広丘小学校 | 塩尻市立広陵中学校 |
| 大字広丘野村                               | 塩尻市立広丘小学校 | 塩尻市立丘中学校   |
| 大字広丘吉田                               | 塩尻市立吉田小学校 | 塩尻市立丘中学校   |

## 交通機関
- JR東日本篠ノ井線 - 広丘駅
- 塩尻市地域振興バス
- 朝日村営バス
- 高速バス - 広丘野村バス停（高速道路上）